# Liste der Baudenkmäler in Linnich
Die Liste der Baudenkmäler in Linnich enthält die denkmalgeschützten Bauwerke auf dem Gebiet der Stadt Linnich im Kreis Düren in Nordrhein-Westfalen (Stand: April 2021). Diese Baudenkmäler sind in der Denkmalliste der Stadt Linnich eingetragen; Grundlage für die Aufnahme ist das Denkmalschutzgesetz Nordrhein-Westfalen (DSchG NRW).

| Bild                                  | Bezeichnung                           | Lage                                           | Beschreibung | Bauzeit                             | Eingetragen seit | Denkmal- nummer |
| ------------------------------------- | ------------------------------------- | ---------------------------------------------- | --- | ----------------------------------- | ---------------- | --------------- |
| Wohnhaus                              | Wohnhaus                              | Linnich Mahrstraße 40 Karte                    | Der giebelständige zweigeschossige Backsteinbau ist datiert 1847. Die Straßenfront zeigt eine Achse mit Eingangstüre, einem Fenster darüber und einem Thermenfenster im Giebel, die Seiten zeigen drei Achsen. Türen und Fenster sind mit Blausteingewänden eingefasst. Ein profiliertes Traufgesims läuft um, das Ortganggesims ist ebenfalls profiliert. Der gute klassizistische Backsteinbau, vermutlich vom ansässigen Kommunalbaumeister Johann Baptist Cremer ist ein bedeutsames Bauwerk des 19. Jahrhunderts. In der Region Linnich und von bau- und kunstgeschichtlichem Wert. | 1847                                | 15.02.1982       | 1               |
| weitere Bilder                        | Katholische Pfarrkirche St. Martinus  | Linnich Kirchplatz 3 Karte                     | Die katholische Pfarrkirche in Linnich ist eine dreischiffige Hallenkirche mit eingezogenem Westturm und einem Chor mit 5/8-Schluss. Der Westturm entstand im 12. bis 13. Jahrhundert, Langhaus und Chor wurden im 15. Jahrhundert angefügt. Nach den Kriegszerstörungen des Zweiten Weltkrieges wurde das Obergeschoss des Turmes, das Dach sowie Teile des Langhauses und Gewölbes erneuert. Der romanische Westturm zeigt in den Untergeschossen noch sein ursprüngliches Kieselmauerwerk mit Eckquaderung, ein schlichtes Stockgesims sowie ein spitzbogiges Westportal. Das Langhaus mit vier Jochen zeigt hohe schmale Spitzbogenfenster, der Chor mit seinen zwei Jochen entspricht in der Gliederung der Fenster und Strebepfeiler ganz dem Langhaus. Ausstattung: Drei flandrische Schnitzaltäre aus der 1. Hälfte des 16. Jahrhunderts, ein Sakramenthäuschen um 1520, eine Altarplatte von 1440, eine spätgotische Pieta, ein romanischer Taufstein und eine Kupfergrabplatte des Werner von Palant, datiert ca. 1474. Zugehörig zum Kirchenbauwerk der Kirchhof mit einigen Blausteingrabkreuzen des 17. und 18. Jahrhunderts. | 12./13. Jahrhundert                 | 27.05.1983       | 2               |
| Alte Pfarrkirche mit Umfassungsmauer  | Alte Pfarrkirche mit Umfassungsmauer  | Körrenzig Hauptstraße 79 Karte                 | Die alte Pfarrkirche St. Petrus hat ihre Ursprünge im 11. und 12. Jahrhundert (Teile der Westfront möglicherweise karolingisch). Der wesentliche Umbau fand 1769 bis 1770 statt, die Dachreiter wurden nach dem Krieg erneuert. Baubeschreibung: Gedrungene dreischiffige Hallenkirche aus Backstein, Teile der Westfront aus Bruchstein, möglicherweise romanisch, Langhaus zu drei Jochen, breite Spitzbogenfenster, schlichte Strebepfeiler, Chor dreiseitig geschlossen, an der Westfront barocker Eingang mit Blausteingewände, spitzbogigem Sturz und Keilstein, darüber verschieferter Dachreiter, im Inneren Reste des spätbarocken Gestühls, neugotischer Altaraufbau, Blausteinplattenboden, an der Nordwand der Kirche Missionskreuz des 18. Jahrhunderts aus Holz mit balusterartigen Enden, hölzerner Korpus. Die Kirche wird durch eine Mauer eingefasst. Die Daten, die Baugeschichte sowie die beschriebene Architektur in ihrer Entwicklung sind Zeugen für die besondere baugeschichtliche Bedeutung der Kirche, die Aufschluss gibt über die Geschichte des Menschen und der Siedlungsgeschichte der Ortslage Körrenzig. Es bestehen künstlerische und kirchengeschichtliche Gründe für die Erhaltung der Kirchenlage und demnach ein besonders öffentliches Interesse. | 11./12. Jahrhundert                 | 27.05.1983       | 3               |
| Wohnhaus                              | Wohnhaus                              | Linnich Rurdorfer Straße 23 Karte              | Das Haus Rurdorfer Straße 23 entstand zum Ende des 18. Jahrhunderts als ein dreigeschossiges Wohnhaus mit regelmäßiger Fensterteilung und Walmdach; städtebaulich bedeutend als Eckhaus angelegt. In dem stattlichen Wohnhaus repräsentiert sich der Wohnanspruch sowie die Wohnqualität des Bürgertums in Linnich im ausgehenden 18. Jahrhundert. Auch wenn das Gebäude nach schwerer Kriegszerstörung an originaler Substanz Verluste hinnehmen musste, so ist doch durch die einfühlsame Rekonstruktion der 1950er Jahre das originale Erscheinungsbild wiederhergestellt worden. | Ende 18. Jahrhundert                | 24.04.1984       | 4               |
| Backsteinhofanlage                    | Backsteinhofanlage                    | Körrenzig Hauptstraße 82 Karte                 | Das Erscheinungsbild der Ortslage Körrenzig, so zeigt die Tranchot-Müfflingkarte von 1805/07, wurde geprägt von aneinandergereihten stattlichen, meist dreiflügeligen Backsteinhöfen. Das o. g. Gehöft ist die älteste noch erhaltene Anlage im Ort, die Maueranker im Wohnhaus weisen auf die Entstehungszeit von 1725 hin. In der Formensprache des Barocks stellte man den Giebel des Hauses als Schweifgiebel her, die drei Fensterachsen wurden als stichbogige Holzstockfenster ausgebildet. Im Jahre 1777 fügte man dem Wohnhaus seitlich einen Stalltrakt an mit korbbogiger Durchfahrt in den Hof. Den rückwärtigen Abschluss des Hofes bildet eine Scheune aus der 1. Hälfte des 19. Jahrhunderts. Zwischen Scheune und Wohnhaus ist eine neue Stallanlage eingefügt ohne Denkmalwert. Das oben beschriebene Objekt gehört zu den typischen historischen Gehöften, wie sie in der Region im 18. Jahrhundert gebaut wurden, es verkörpert den Typus der Fränkischen Hofanlage. Seine originalen Zweckbestimmungen sind noch heute nachvollziehbar. Demnach ist der Hof bedeutend für die Geschichte des Menschen, denn es lassen sich Lebens- und Arbeitsgewohnheiten in bäuerlichen Strukturen ablesen. Seine Erhaltung liegt aus volkskundlichen und ortsgeschichtlichen Gründen im öffentlichen Interesse und die Konstruktion des Hauses auf Handwerklichkeit und dem Zeitgeist der damaligen Bauschaffenden hinweisen. | 1725                                | 24.05.1984       | 5               |
| Katholische Pfarrkirche St. Gereon    | Katholische Pfarrkirche St. Gereon    | Boslar Gereonstraße / Pferdegasse Karte        | Der Ort 867, die Kirche 1274 zuerst genannt. Das Patronat stand dem jeweiligen Besitzer des Boslarer Hofs zu. Dreischiffige kreuzrippengewölbte Backstein-Halle des 15. Jahrhunderts mit eingebautem 1750 erneuertem Westturm. Von einem romantischen Vorgängerbau aus dem Ende des 12. Jahrhunderts noch zwei querschiffartig vorspringende Räume am Ostende jedes Seitenschiffs erhalten, deren Stirnseiten Reste einer Außengliederung durch Blenden auf Pilastern aufweisen. Im ehemaligen nördlichen Kreuzarm noch romantische Ecksäulen, der südlich durch spätgotischen Umbau stärker verändert, sein Sterngewölbe 1870 erneuert. Die Mittelschiffgewölbe 1803 erneuert. Die südliche Sakristei 1868, Chor und nördliche Sakristei 1875 durch Heinrich Wiethase errichtet. Nach Kriegsbeschädigungen bis 1956 instand gesetzt, dabei eine einfache dekorative Raumausmalung spätgotischer Zeit freigelegt (vgl. die Kirchenausmalung im nahegelegenen Barmen). Guter Antwerpener Schnitzaltar um 1520. 1848/49 restauriert, die Flügel 1876 hinzugefügt. Orgelgehäuse und einige Holzskulpturen 18. Jahrhundert. Der Kruzifixus aus dem 1. Viertel des 18. Jahrhunderts steht dem Werkstattkreis des Düsseldorfer Hofbildhauers Gabriel de Grupello nahe; alte Weiß-Gold-Fassung. Auf dem südlichen Seitenaltar in Rokokorahmung feines Ölgemälde der Gottesmutter von dem Spätnazarener Ernst Deger.                         | 1274                                | 27.11.1984       | 8               |
| Alte Küstere                          | Alte Küstere                          | Boslar Gereonstraße 48 Karte                   | zweigeschossiges Giebelhaus, Backstein, Giebelobergeschoss aus Fachwerk, Fachwerk/Backsteinanbau des 19. Jahrhunderts, Fenster 19./20. Jahrhundert, Eingang im Hof mit Barocktür, geschweifte Füllung; Krüppelwalmdach. | 17./18. Jahrhundert                 | 26.11.1985       | 9               |
| Wegekreuz                             | Wegekreuz                             | Boslar Herrenstraße im Feld Karte              | Datiert 1863; ca. 1,50 m hohes Kreuz, Sandsteinpfeiler, kleines gusseisernes Kreuz mit Korpus (fehlt). | 1863                                | 26.11.1985       | 10              |
| Jüdischer Friedhof                    | Jüdischer Friedhof                    | Boslar Am Mühlenbach Karte                     | Friedhof mit 6 an der Mauer aufgereihten Grabsteinen aus dem 19. und 20. Jahrhundert | 19. und 20. Jahrhundert             | 26.11.1985       | 11              |
| Wasserpumpe                           | Wasserpumpe                           | Boslar Herrenstraße Karte                      | Wasserpumpe des späten 19. Jahrhunderts aus Gusseisen | spätes 19. Jahrhundert              | 26.11.1985       | 12              |
| Kapelle                               | Kapelle                               | Boslar Herrenstraße / Gereonstraße Karte       | Durch Chronogramm datiert 1767; kleine Backsteinkapelle, 5/8-Schluss, zwei seitliche Okuli, Tür mit geradem Holzsturz, darin Chronogramm; Walmdach mit originalem schmiedeeisernem Kreuz, innen originaler Spätbarockaltar mit Statue des hl. Michael. | 1767                                | 26.11.1985       | 13              |
| Backstein-Hofanlage                   | Backstein-Hofanlage                   | Ederen Aachener Ende 25 Karte                  | 17. Jahrhundert, Anbauten im 19. und 20. Jahrhundert, Hofanlage aus Backstein, Wohnhaus giebelständig, zweigeschossig, neuer Sockel in Beton vorgeblendet; Fenster des 19. Jahrhunderts, im Giebel kleine originale Öffnungen mit Holzstock und hölzernen Schlaglägen, originale Beschläge; geschweifter Giebel; Wohnhaus im rückwärtigen Teil Neubau, links an der Straße anschließender Teil des Wirtschaftsgebäudes mit korbbogiger Tordurchfahrt, daneben Fußgängerpforte. | 17. Jahrhundert                     | 26.11.1985       | 14              |
| Backstein-Winkelhofanlage             | Backstein-Winkelhofanlage             | Ederen Bahnstraße 17 Karte                     | Inschriftlich datiert 1784; Winkelhofanlage aus Backstein, Wohnhaus giebelständig, zweigeschossig, zweiachsig; Sprossenfenster mit Blausteingewänden, korbbogiger Sturz mit reliefiertem Keilstein; im UG Schlagläden, im Obergeschoss kleinere Öffnungen, Satteldach; Giebel über Firsthöhe hochgezogen; links anschließendes Wirtschaftsgebäude mit Tordurchfahrt, im korbbogigen Keilstein mit der Datierung 1784; Originalzustand weitgehend gut erhalten. | 1784                                | 26.11.1985       | 15              |
| Wegekreuz                             | Wegekreuz                             | Ederen Klosterstraße / Brunnenstraße Karte     | Inschriftlich datiert 1863; ca. 5 m hohes Wegekreuz aus Gusseisen, auf steinernem Sockel mit Maßwerkornamentik und Inschrift; Kreuz mit verbreitertem Fuß und ornamentierten Enden. Korpus aus Gusseisen; das Ganze farbig gefasst; in backsteinerner Nische, mit originalem schmiedeeisernem Gitter. | 1863                                | 26.11.1985       | 16              |
| Backsteinkapelle                      | Backsteinkapelle                      | Ederen Brunnenstraße / Kapellenstraße Karte    | Kleine Backsteinkapelle in neugotischen Formen, zweiachsig, spitzbogige Fenster, Pilastergliederung, kleine Blendbögen am Traufgesims, Vorbau mit spitzbogigem Eingang; dreiseitiger Abschluss; Dachreiter mit hölzerner Laterne, verschiefert, vom Kreuz bekrönt; im Inneren originaler Fußboden, Gestühl in Rokokoformen, Mensa und Heiligenfigur des späten 19. Jahrhunderts | spätes 19. Jahrhundert              | 26.11.1985       | 17              |
| Wohnhaus                              | Wohnhaus                              | Ederen Kirchweg 24 Karte                       | 1680, erhebliche Veränderungen im 19. Jahrhundert; giebelständiges Wohnhaus, Giebelseite zu zwei Achsen mit Fensteröffnungen des 19. Jahrhunderts; geschweifter Treppengiebel in Ziermauerung; Traufseite ganz im 19. Jahrhundert verändert; ehemaliges Wirtschaftsgebäude zu Wohnzwecken umgebaut (ohne Denkmalwert). | 17./18. Jahrhundert                 | 26.11.1985       | 18              |
| Backstein-Hofanlage                   | Backstein-Hofanlage                   | Ederen Kirchweg 28 Karte                       | 17./18. Jahrhundert, Veränderungen im 19. Jahrhundert; große Hofanlage aus Backstein; Wohnhaus an der Ecke Bahnstraße und Kirchweg, giebelständig zum Kirchweg, zweiachsig, Traufseite ebenfalls zweiachsig; neue verkleinerte Fenster des 20. Jahrhunderts mit Ganzscheiben, nur im Giebel zwei originale Fensteröffnungen mit Hausteingewände und Keilstein; die hofseitige Traufwand mit den originalen Gewänden; Werkstein mit stichbogigem Sturz und Keilstein; geschweifter Giebel; Satteldach; rechts an die Giebelseite anschließendes Wirtschaftsgebäude mit korbbogiger Tordurchfahrt, darüber Öffnungen in Werksteingewände mit Heiligenfigur. Die übrigen Gebäude sind ohne Denkmalwert. Ausstattung: Treppenhaus aus der Jahrhundertwende; farbiger Plattenbelag im Flur/Erdgeschoss, aus der gleichen Zeit – weitgehend erhaltene Füllungstüren des späten 19. Jahrhunderts | 1860                                | 26.11.1985       | 19              |
| Wegekreuz                             | Wegekreuz                             | Ederen Aachener Ende neben 37 Karte            | ca. 3 m hohes Wegekreuz, auf dem Sockel Vierpass mit Christusmonogramm, adikulaförmiger Aufsatz mit Sakramentnische, Konsole mit Eichenblättern im Relief, schlichtes Kruzifix mit gusseisernem kleinen Korpus. | spätes 19. Jahrhundert              | 26.11.1985       | 20              |
| Backstein - Traufhaus                 | Backstein - Traufhaus                 | Floßdorf Burgbergstraße 22 Karte               | zweigeschossiges Backstein-Traufhaus, straßenseitig kleine originale Fenster, korbbogige Durchfahrt, Hofseite Fachwerk im Obergeschoss, im Untergeschoss Holzstockfenster, barocke Läden, Satteldach; Innenausbau unter Wahrung der Substanz erneuert. | 1790                                | 26.11.1985       | 21              |
| Backstein - Giebelhaus                | Backstein - Giebelhaus                | Floßdorf Kleine Straße 1 Karte                 | Datierung durch Maueranker 1778; zweigeschossiges Backstein-Giebelhaus zu zwei Achsen, Holzstockfenster mit modernen Scheiben, Giebelfenster original, Traufseite mit originalen kleinen Holzstockfenstern, Hofseite Untergeschoss modern verändert, Satteldach; anschließend Wirtschaftsgebäude um Innenhof, stark verändert auf altem Grundriss. Unter der hofseitigen Achse Gewölbekeller. In einen Erdgeschossraum ist eine „Kölner Decke“ vorhanden. In einem weiteren Raum im Erdgeschoss ist ein Wandschrank aus dem frühen 19. Jahrhundert vorhanden. Die Dachbinderkonstruktion ist weitgehend original. | 1778                                | 26.11.1985       | 22              |
| Backsteinhaus                         | Backsteinhaus                         | Gereonsweiler Maarende 12 Karte                | Datierung durch Maueranker 1696; zweigeschossiges giebelständiges Backsteinhaus, zwei Achsen, geschweifter Giebel, Fensteröffnungen der Wohngeschosse im 19. Jahrhundert verändert, im Giebel Originalfenster mit Holzstock, darunter durchlaufender Klötzchenfries, Satteldach. | 1696                                | 26.11.1985       | 23              |
| Backstein - Traufhaus                 | Backstein - Traufhaus                 | Gereonsweiler Töpferstraße 57 Karte            | Um 1820/30; langgestrecktes Backstein-Traufhaus zu zwei Geschossen, Giebelseite zu zwei Achsen mit Tordurchfahrt; Fenster mit Stichbogen und Blausteinsohlbank; Tür mit Freitreppe, Blausteingewände und Dreiecksgiebel; blausteinverkleideter Sockel; umlaufendes Traufgesims; jeweils die äußeren beiden Achsen als Wandfeld eingetieft, Ecken pilasterartig hervortretend mit Blausteinkämpfer; Traufgesims mit Konsolen umlaufend; korbbogige Tordurchfahrt im rechten Teil, anschließend neue Durchfahrt mit geradem Sturz, über Eingang und Durchfahrt flacher Dreiecksgiebel mit Halbrundfenster; Krüppelwalmdach; Fenster modern, moderner Durchbau. | um 1820/30                          | 26.11.1985       | 24              |
| Wegekreuz                             | Wegekreuz                             | Gereonsweiler Linderner Straße Karte           | Inschriftlich datiert 1844; gusseiserne Memorienkreuz; ca. 5 m hoch, neugotische Formen, Sockel mit Inschrift, darauf hohes Nasenkreuz mit gusseisernem Korpus. | 1844                                | 26.11.1985       | 25              |
| Wegekapelle                           | Wegekapelle                           | Gevenich Heerstraße / Boslargasse Karte        | Wegekapelle aus Backstein, mit Zementplatten verschalt, fast quadratischer Grundriss, dreiseitig geschlossen; an den Längsseiten je ein Okulus; Eingang in Nische; im Inneren neue Ausstattung; geschweifte verschieferte Haube mit vierseitiger Laterne. | 18. Jahrhundert                     | 26.11.1985       | 26              |
| Backsteinbau Pfarrei                  | Backsteinbau Pfarrei                  | Gevenich Kreuzstraße 48 Karte                  | breitgelagerter Backsteinbau, geschlämmt, zweigeschossig, traufenständig zu sieben Achsen; Eingang mit schlichtem Blausteingewände und neuer Tür in der Mittelachse, die unteren Fenster im späten 19. Jahrhundert vergrößert, mit Blausteinsohlbänken; im Obergeschoss originale kleine Fensteröffnungen mit flachbogigem Sturz, Fenster des Untergeschosses mit Rollladenkästen, Sprossenfenster; zweite neue Tür in der ersten Achse von rechts; linke Giebelseite mit original kleinen Fensteröffnungen; Gartenseite wie Frontseite; die südwestliche Hausecke abgerundet, in der Höhe des Obergeschosses in Nische eingestellt neue Heiligenfigur; backsteinernes Traufgesims und Ortganggesims, Krüppelwalmdach; angeschlossen in der Breite des Hauses rückwärtiger Garten mit umfassender Backsteinmauer. | Ende 18. und Anfang 19. Jahrhundert | 26.11.1985       | 27              |
| Ausstattung der Pfarrkirche           | Ausstattung der Pfarrkirche           | Gevenich Kreuzstraße 52 Karte                  | Ausstattung in der 1951 wieder aufgebauten - nicht denkmalgeschützten – Pfarrkirche; barocker Orgelprospekt, hölzerne Heiligenfiguren, hinter dem Chor liegende Blausteinpitaphien. |                                     | 26.11.1985       | 28              |
| Wegekreuz                             | Wegekreuz                             | Gevenich Kreuzstraße 2 Karte                   | 18. Jahrhundert, Kreuz 19./20. Jahrhundert; Wegekreuz ca. 2,50 m hoch, gestufter Blausteinsockel, im oberen Teil verwitterte Inschrift; Kruzifix aus Gusseisen mit Kleeblattenden, erneuerter Korpus. | 18. Jahrhundert                     | 26.11.1985       | 29              |
| Wegekreuz                             | Wegekreuz                             | Gevenich Kirchstraße / Heerstraße Karte        | Neugotisches Werkstein-Wegekreuz mit erneuertem Kreuz, ohne Korpus, spitzbogige Sakramentsnische mit Blattkonsole. | Ende 19. Jahrhundert                | 26.11.1985       | 30              |
| Backstein-Hofanlage                   | Backstein-Hofanlage                   | Gevenich Hochstraße 18 Karte                   | 1771, erneuert 1960; hölzernes Wegkreuz mit balusterartigem Unterbau, Kleeblattenden, doppelt geschweifte Bedachung, alles stark erneuert. | 1731                                | 30.01.1986       | 30,1            |
| Katholische Pfarrkirche St. Agatha    | Katholische Pfarrkirche St. Agatha    | Glimbach Bergische Straße 2 Karte              | Erbaut 1790; zerstört 1944/45, Wiederaufbau 1953; Denkmalwert nur folgende Teile: im Turm rundbogiges romanisches Portal aus Sandstein; in der nördlichen Wand eingebaut Barocknische mit Voluten (Spolien) aus Blaustein; auf dem ehemaligen Kirchhof 3 Blausteinkreuze des 18. Jh. | 1790                                | 26.11.1985       | 31              |
| Heiligenhäuschen                      | Heiligenhäuschen                      | Glimbach Auf den Längden Karte                 | Heiligenhäuschen aus Backstein mit geschweiftem Abschluss, von schmiedeeisernem Kreuz bekrönt; Heiligennische mit flachbogigem Sturz und schmiedeeisernem Gitter; vor dem Häuschen zwei Stufen aus Blaustein. | 18. Jahrhundert                     | 26.11.1985       | 32              |
| Katholische Pfarrkirche St. Georg     | Katholische Pfarrkirche St. Georg     | Hottorf Georgstraße 2 Karte                    | 1776/77 mit älterem Rest; Wiederaufbau um 1950; einschiffiger Saalbau mit eingezogenem quadratischem Westturm; Turm zu drei Geschossen in gotisierenden Formen mit Stockgesimsen, Backstein mit sparsamsten Werksteingliederungen, spitze achteckige Haube; Langhaus Westseite mit Resten des Bruchstein-Vorgängerbaus, fünf spitzbogige Langhausfenster, Dach und Decke nach dem Krieg erneuert, Chor mit 5/8-Schluss; kleiner Sakristeianbau, in der Nordwand des Langhauses Reste des Bruchstein-Vorgängerbaus mit rudimentären Türgewänden. | 1776/77                             | 26.11.1985       | 33              |
| Katholische Pfarrhaus                 | Katholische Pfarrhaus                 | Hottorf Georgstraße 4 Karte                    | zweigeschossiges Backsteinhaus, giebelständig zu drei Achsen; Stichbogen und Blausteinsohlbank; Thermenfenster im Giebel; Traufseite zu drei Achsen mit Eingang in der Mittelachse, Blausteingewände der Tür, Fenster mit originaler Sprossenteilung, Tür erneuert, Rückseite noch im Originalzustand, sonst geschlämmt, beziehungsweise verputzt; Vorderseite mit modernen Rollladenkästen, Krüppelwalmdach; aufwendiger und gut proportionierter Bau. | 1837                                | 26.11.1985       | 34              |
| Backstein-Hofanlage                   | Backstein-Hofanlage                   | Hottorf Dorfstraße 3 Karte                     | Ausbau des Herrenhauses 1840, Erneuerung der Wirtschaftsgebäude 1876, 1911; vierflügelige Backstein-Hofanlage, Herrenhaus im Kern Winkelbau des 16. Jahrhunderts, zweigeschossiger Backsteinbau, hofseitig doppelflügeliger Haupteingang um 1840, mit neuer Tür (Kopie des beschädigten Originales), rückwärtig Ausbau des 19. Jahrhunderts, Walmdach; straßenseitige Wirtschaftsgebäude mit runden Ecktürmen, nach 1911 anstelle älterer Vorgänger erneuert; Wirtschaftsgebäude überwiegend nach 1911 und 1876; im Garten tiefe Keller und Backhaus des 18. Jahrhunderts. Die Hofanlage ist in allen Teilen ein Baudenkmal. | 16./17. Jahrhundert                 | 27.01.1986       | 36              |
| Heiligenhäuschen                      | Heiligenhäuschen                      | Hottorf Drosselweg Karte                       | Sehr schlichte, vielleicht reduzierter Aufbau aus Backstein. Rechtecknische mit moderner Plastik. | Anfang 19. Jahrhundert              | 26.11.1985       | 37              |
| Ehemaliger Stiftshof                  | Ehemaliger Stiftshof                  | Hottorf Stiftsstraße 6 Karte                   | Herrenhausartige Anlage des 16./17. Jahrhunderts mit Veränderungen im 19. Jahrhundert; schwere Kriegsschäden; zweigeschossiger Backsteinbau mit Eckturm, Wohnhaus zu fünf Achsen mit Öffnungen des 19. Jahrhunderts, im Erdgeschoss Reste einer Tordurchfahrt zu erkennen, Satteldach; Turm dreigeschossig mit veränderten Fensteröffnungen, ruinös; am Wohnhaus moderner Anbau; gegenüberliegend verändertes Wohnhaus des 18. Jahrhunderts | 16./17. Jahrhundert                 | 26.11.1985       | 38              |
| Wegekreuz                             | Wegekreuz                             | Hottorf Bergstraße / Dorfstraße Karte          | erneuert 1960; hölzernes Wegkreuz mit balusterartigem Unterbau, Kleeblattenden, doppelt geschweifte Bedachung, alles stark erneuert. | 1771                                | 26.11.1985       | 38,1            |
| Südwand der katholischen Pfarrkirche  | Südwand der katholischen Pfarrkirche  | Kofferen Dingbuchstraße 9 Karte                | Kirche Neubau 1953/54; Einbezug der Südwand des 11./12. Jahrhunderts; bis zur Traufhöhe erhaltene und in den Neubau einbezogene Südwand der romanischen Saalkirche; in der unteren Hälfte Verwendung (römischer?) Ziegel, z. T. in Fischgrätlage, sonst Feldsteine und Flusskiesel, sechs Rundbogenfenster mit Tuffplatteneinfassung, geringe Reste eines Rundbogenfrieses aus Tuff in Traufhöhe, ebenerdig eine abgelaufene barocke Grabplatte aus Blaustein eingesetzt. Innenausstattung: Beichtstuhl des 18. Jahrhunderts | 11./12. Jahrhundert                 | 26.11.1985       | 39              |
| Backstein-Winkelhof                   | Backstein-Winkelhof                   | Kofferen Kampstraße 12 Karte                   | Datierung in unvollkommenen Mauerankern 1798 (abgängig); dreiseitiger Backstein-Winkelhof; Wohnhaus an der Biegung der Kampstraße; Giebelseite mit drei originalen Fensteröffnungen im Erdgeschoss, zwei Fensteröffnungen im Obergeschoss; links anschließende, korbbogige Tordurchfahrt, daneben giebelständiges Wirtschaftsgebäude mit Fußgängerpförtchen; rechte Traufseite mit originalen Schlagläden, ebenso an den Fenstern des Untergeschosses der Giebelseite; rückwärtig stark geneigtes Satteldach. | 1798                                | 26.11.1985       | 40              |
| Backstein-Traufhaus                   | Backstein-Traufhaus                   | Körrenzig Hauptstraße 110 Karte                | Datierung durch Maueranker 1804; ungewöhnlich großes repräsentatives Backstein-Traufhaus von neun Achsen, zweigeschossig stichbogige Blausteingewände mit Keilstein, Rautentür mit neuem Oberlicht, halbrunde Freitreppe, korbbogige Durchfahrt; Sprossenfenster des 19. Jahrhunderts; Giebelseite zu drei Achsen, Fenster ohne Gewände; Satteldach (vor Kriegsbeschädigung Mansarddach). Innenausstattung: Moderner Innenausbau – im Treppenhaus alter Blausteinfußboden – Untergeschoss Gewölbekeller. | 1804                                | 26.11.1985       | 41              |
| Wohnhaus mit Hofanlage                | Wohnhaus mit Hofanlage                | Körrenzig Kutschstraße 24 Karte                | Wohnhaus einer Backstein-Hofanlage; zweigeschossig, traufständig zu fünf Achsen; Eingang mit Blausteingewände, Sprossenoberlicht und originalem Türblatt in der Mittelachse, Fenster mit Schlagläden und Blaustein Sohlbänken, Lisenengliederung, rechts anschließender Wirtschaftsteil mit rundbogiger Tordurchfahrt; Satteldach über backsteinernem Traufgesims; | 1. Hälfte 19. Jahrhundert           | 26.11.1985       | 42              |
| Ehemalige Vikarie und alte Schule     | Ehemalige Vikarie und alte Schule     | Linnich Kirchplatz 5 Karte                     | Datierung durch Maueranker 1728 (Neubau als Schule); zweigeschossiger Backsteinbau zu sechs Achsen, Fenster im 19. Jahrhundert verändert, modern erneuert, Türgewände um 1820/30, Tür in spätbarocken Formen (wohl nicht original); Außenwand ehemalige Stadtmauer mit Konsolfries des Wehrganges; Außenfenster später eingebrochen; Walmdach. | 1728                                | 26.11.1985       | 44              |
| Evangelische Kirche                   | Evangelische Kirche                   | Linnich Altermarkt Karte                       | Neubau 1717, Brand 1794, Erweiterung bis 1805, 1945 zerstört, Wiederaufbau in den alten Formen bis 1950; Backstein-Saalbau, Längsseiten und Chor mit hohen Rundbogenfenstern, straßenseitige Westfassade durch Backsteinpilaster in drei Felder mit je einem hohen Korbbogenfenster gegliedert, hoher Backsteinsockel, Blausteinportal mit Oberlicht in der Mittelachse, mittlerer Zwerchgiebel, Walmdach mit geknicktem Westwalm, Dachreiter (kürzer erneuert) mit Laterne. | 1717                                | 26.11.1985       | 45              |
| Evangelisches Pfarrhaus               | Evangelisches Pfarrhaus               | Linnich Altermarkt 8 Karte                     | Datierung durch Maueranker 1795; zweigeschossiges Traufhaus zu fünf Achsen, im Erdgeschoss barocke Gewände mit Keilstein und Stichbogen, Fenster im Obergeschoss nach Kriegszerstörung erneuert, Mansarddach, eines der letzten bürgerlichen Barockhäuser in Linnich. | 1795                                | 26.11.1985       | 46              |
| weitere Bilder                        | Katholisches Pfarrhaus                | Linnich Kirchplatz 12 Karte                    | Datierung durch Maueranker 1662, Umbau 2. Hälfte 19. Jahrhundert; zweigeschossiges Backstein-Traufhaus mit Zwerchgiebel in der Hausmitte, Satteldach, Fenster im 19. Jahrhundert verändert. | 1692                                | 26.11.1985       | 47              |
| Backstein - Traufhaus                 | Backstein - Traufhaus                 | Linnich Ostpromenade 17 Karte                  | zweigeschossiges Backstein-Traufhaus zu fünf Achsen, die mittleren Achsen nach Kriegszerstörung erneuert ohne Gewände, sonst Blausteingewände mit vorspringender Sohlbank; Giebelwand mit Thermenfenster, Krüppelwalmdach; Details nach Kriegsschäden offenbar stark vereinfacht. | 1820/40                             | 26.11.1985       | 48              |
| Rest des ehemaligen Klosters          | Rest des ehemaligen Klosters          | Linnich Kirchplatz 16 Karte                    | Datierung durch Maueranker 1696; Reste des ehemaligen Franziskanerinnen-Klosters; zweigeschossiger Backsteinbau, modernes Satteldach, Fenster und Innenausbau neu, darunter bis 11 m Tiefe ehem. Brauereikeller mit Spindeltreppe zum Hof (Tuffstein). | 1696                                | 26.11.1985       | 49              |
| Jüdischer Friedhof                    | Jüdischer Friedhof                    | Linnich Schützengasse Karte                    | Großes, unregelmäßiges geformtes Areal, heckenumgeben, Grabsteine überwiegend aus Kunststein, spätes 19. und Anfang 20. Jahrhundert | spätes 19. Jahrhundert              | 26.11.1985       | 50              |
| Hubertuskreuz                         | Hubertuskreuz                         | Linnich An der Landstraße 228 Karte            | Sogenanntes „Hubertuskreuz“ inschriftlich datiert 1776; Kreuz aus Blaustein, ca. 4 m hoch; schlichter Sockel mit profiliertem Gesims und Konsole, dreifach abgetreppt; lateinische Inschrift; Kreuz mit verbreitertem Fuß, Winkelstützen, rechter Kreuzesarm abgängig, Korpus im Flachrelief. | 1776                                | 26.11.1985       | 51              |
| Backstein-Hofanlage                   | Backstein-Hofanlage                   | Linnich Altermarkt 5 Karte                     | Datiert in Stein über dem Torbogen 1796; ehemals mit Nr. 3 zusammengehörig; ursprünglich vierflügelige Backstein-Hofanlage um Innenhof, Wohnhaus von Nr. 5 traufständig zu sechs Achsen, in der linken Achse korbbogige Tordurchfahrt, Fenster mit Stichbogensturz und moderner Blaustein-Sohlbank, doppelflügelige Tür mit Oberlicht und Blausteingewände, Sockel verputzt, Mansarddach; an der Straßenseite der Stallungen Fensteröffnungen des 18. Jahrhunderts; Kriegszerstörung wiederaufgebautes schlichtes traufständiges Wohnhaus mit Satteldach. | 1796                                | 26.11.1985       | 52              |
| Friedhofskreuz, neuer Friedhof        | Friedhofskreuz, neuer Friedhof        | Linnich Phlippenhöhe Karte                     | Chronogramm 1890; ca. 5 m hoher Kreuzaufbau, Sandstein, dreistufiger Sockel aus Blaustein, Pfeiler mit Inschrift, Gesimsplatte, darauf hohes Kreuz, mit Nasen besetzt, ohne Korpus. | 2. Hälfte 19. Jahrhundert           | 26.11.1985       | 54              |
| Pfarrhaus                             | Pfarrhaus                             | Rurdorf Neue Kirchstraße 10 Karte              | zweigeschossiger Bau aus Backstein, traufenständig zu sechs Achsen, die beiden mittleren Achsen als Risalit überzogen, übergiebelt, im Giebel Nische mit Heiligenfigur; Fenster rundbogig mit Backstein-Sohlbänken, Sprossenfenster; Eingang mit Mittelrisalit, Blausteingewände, Tür mit rundbogigem Sprossenoberlicht, Blaustein-Freitreppe; backsteinernes Traufgesims, Satteldach; links anschließendes Wirtschaftsgebäude mit starken Erneuerungen. Typischer Pfarrhausbau seiner Zeit; gute Proportionen, ungewöhnlich groß für die Ortslage. | 1860                                | 26.11.1985       | 55              |
| Wegekreuz                             | Wegekreuz                             | Rurdorf Prämienstraße gegenüber 49 Karte       | Wegkreuz auf Sockel mit dachförmigem Abschluss, Kreuz mit Nasen; kleiner Korpus aus Gusseisen. | 2. Hälfte 19. Jahrhundert           | 26.11.1985       | 56              |
| Katholische Pfarrkirche St. Lambertus | Katholische Pfarrkirche St. Lambertus | Tetz Lambertusstraße 20 Karte                  | Chor 15. Jahrhundert, Langhaus und Westturm 1819; Neubau 1949. Schlichter dreiseitig geschlossener Chor mit spitzbogigem Fenstern, Maßwerk abgängig; Strebepfeiler einmal abgetreppt, bei Neubau des Langhauses Mauerwerk des Chores um etwa 1,50 m erhöht; Langhaus aus Backstein zu drei Jochen, Mauerwerk im 20. Jahrhundert teilweise erneuert; vorgesetzter Westturm zu drei Geschossen, ebenfalls erneuert; spitze verschieferte Haube, vom Viereck ins Achteck übergeführt; im Inneren bis auf zwei hölzerne Statuen des späten 19. Jahrhunderts, einen Beichtstuhl des frühen 19. Jahrhunderts und einen Taufstein von 1773 neue Ausstattung, Chor mit korbbogigen Blendnischen unterhalb der Fenster und spätgotischer Sakramentsnische des 15.–16. Jahrhunderts aus Stein mit rechteckiger Gittertür, darüber ein mit Krabben besetzter Bogen, mit Relief Schweißtuch der Veronika; originale Tür der Sakristei mit spätgotischen Eisenbändern beschlagen; Chor und Langhaus flach gedeckt; Orgelempore des 20. Jahrhunderts; eingreifende Veränderungen des 20. Jahrhunderts in der Gesamterscheinung; zugehöriger Kirchhof mit einigen schlecht erhaltenen Blaustein-Grabkreuzen des 18. Jahrhunderts | ab 15. Jahrhundert                  | 26.11.1985       | 57              |
| Kapelle                               | Kapelle                               | Tetz Birkenallee / Mühlenfalder Karte          | Schlichte kleine Kapelle aus Backstein, Frontseite mit spitzbogigem Eingang, Giebel von Kreuz bekrönt, an den Ecken Pfeiler aus Backstein aufgemauert; an den Längsseiten je ein spitzbogiges kleines Fenster; gerader Schluss; Satteldach; im Inneren neue Mensa und hölzernes Kruzifix des späten 19. Jahrhunderts | spätes 19. Jahrhundert              | 26,11,1985       | 58              |
| Hofanlage aus Backstein (Schwabenhof) | Hofanlage aus Backstein (Schwabenhof) | Tetz Lambertusstraße 4 Karte                   | Backsteinwohnhaus breitgelagert, giebelständig, drei Achsen, zweigeschossig; alle Fenster der äußeren Giebelseite modern verändert bis auf das flache Thermenfenster im Giebel; alle Fenster der Hofseite ebenso modern verändert, originale Tür; an der äußeren Traufseite fünf Achsen, Eingang mit Blausteingewänden und kleiner Freitreppe in der Mittelachse; Fenster mit Blausteinsohlbänken; Krüppelwalmdach. | 1. Hälfte 19. Jahrhundert           | 26.11.1985       | 59              |
| Alte Schule                           | Alte Schule                           | Tetz Lambertusstraße 5 Karte                   | zweigeschossiges Backsteinbau, traufenständig zu sieben Achsen, Eingang in der Mittelachse, Fenster und Eingang mit flachbogigem Sturm, Gliederung durch Brüstungsgesims; Backstein-Traufgesims; Satteldach, gut erhaltener typischer Schulbau von ungewöhnlicher Größe. | spätes 19. Jahrhundert              | 26.11.1985       | 61              |
| Backstein - Traufhaus                 | Backstein - Traufhaus                 | Körrenzig Hauptstraße 110 Karte                | Gesamtdarstellung: Datierung durch Maueranker 1804; ungewöhnlich großes repräsentatives Backstein-Traufhaus von neun Achsen, zweigeschossig stichbogige Blausteingewände mit Keilstein, Rautentür mit neuem Oberlicht, halbrunde Freitreppe, korbbogige Durchfahrt; Sprossenfenster des 19. Jahrhunderts; Giebelseite zu drei Achsen, Fenster ohne Gewände; Satteldach (vor Kriegsbeschädigung Mansarddach). Links am Torbogen angrenzender Trakt zu zwei Achsen. | 1804                                | 22.05.1986       | 62              |
| Wohnhaus                              | Wohnhaus                              | Gevenich Heerstraße 23 Karte                   | Ehemaliger kleiner Winkelhof, lt. Maueranker 1776 erbaut. Wohnhaus, zweigeschossiges giebelständiges Backsteingebäude mit originalen Holzfenstern im Obergeschoss, im Erdgeschoss Fenster des 19. Jahrhunderts, moderner Türeinbau. Unter der ehemaligen Wohnstube gemauerter Gewölbekeller. Links anschließend ehemaliger Wirtschaftstrakt mit zugemauertem rundbogigem Tor (heute zu Wohnzwecken umgebaut). Während die Erdgeschosszone wiederum aus Backstein besteht, ist im Bereich des Obergeschosses Fachwerkkonstruktion erhalten mit originalen Fensteröffnungen. Die Traufseite zum Hof hin zeigt gleichfalls Fachwerkkonstruktion, einige ursprüngliche Öffnungen haben sich noch erhalten. Im Inneren befinden sich noch im Flurbereich Tonfliesen des 19. Jahrhunderts. Das beschriebene Gebäude bildet mit der angrenzenden schützenswerten Kapelle und einigen erhaltenen Gebäuden aus der Jahrhundertwende ein harmonisches Ensemble. | 1776                                | 07.08.1986       | 63              |
| Barbarakapelle                        | Barbarakapelle                        | Gevenich Hochstraße L 226 Karte                | Barbarakapelle aus Backstein, verputzt; in Form eines offenen Häuschens mit rundbogiger Heiligennische, vorgesetzter Giebel mit rundbogigem Durchgang und geschweiftem Abschluss, bekrönt von schmiedeeisernem Kreuz mit Rankwerk; Heiligennische ebenfalls mit schmiedeeisernem Rankwerk verziert; runder Abschluss, runde Verdachung. | 20. Jahrhundert                     | 07.08.1986       | 64              |
| Wegekreuz                             | Wegekreuz                             | Körrenzig Am Lindchen Karte                    | Das Wegekreuz stammt aus dem 18. Jahrhundert; ca. 3 m hohes Blausteinkreuz erneuert. Pfeiler mit Inschrift und Konsole und Nische, darin Relief der mater dolorosa. | 18. Jahrhundert                     | 07.08.1986       | 65              |
| Wegekreuz                             | Wegekreuz                             | Hottorf Amselweg Karte                         | Inschriftlich datiert 1701; ca. 3 m hohes Wegekreuz aus Blaustein, profilierter Sockel mit Sakramentskonsole, darüber Relief der mater dolorosa, Pfeiler mit Inschrift und Datierung, Kruzifix mit Winkelstützen, Korpus im Flachrelief. | 1701                                | 07.08.1986       | 66              |
| Wegekreuz                             | Wegekreuz                             | Hottorf Fasanenweg Karte                       | Inschriftliche Datierung im Sockel 1735, am Kreuzfuß „wiedererrichtet 1967“; ca. 3 m hohes Blausteinkreuz, schmaler Sockel mit Inschrift und Datierung, Wulstprofil und Sakramentskonsole, darüber Nische mit muschelförmigem Abschluss und Wappen, diese Teile von 1735; Kruzifix von 1967 in den Formen des 18. Jahrhunderts mit Winkelstützen und Korpus in Flachrelief. | 1735                                | 07.08.1986       | 67              |
| Wegekreuz                             | Wegekreuz                             | Rurdorf Prämienstraße / Neue Kirchstraße Karte | Inschriftlich datiert 1910; ca. 3 m hohes Wegekreuz aus Blaustein, getreppter Unterbau, Sockel mit Inschrift und Datierung, darüber ädikulaförmige Sakramentsnische, Konsole; Kreuz mit Porzellankorpus. | 1910                                | 07.08.1986       | 68              |
| Wasserpumpe                           | Wasserpumpe                           | Rurdorf Alte Kirchstraße 2 Karte               | Wasserpumpe aus Gusseisen; Ausfluss in Form eines Drachenkopfes. Sockel maßwerkartig ornamentiert; darüber hoher Pumpenkörper in Form einer korinthischen Säule. | spätes 19. Jahrhundert              | 07.08.1986       | 69              |
| Wegekreuz                             | Wegekreuz                             | Welz Döppchesstraße / Kreisstraße Karte        | Inschriftlich datiert 1868; ca. 3 m hohes Wegekreuz aus Blaustein, in sehr schlichten Formen, breiter Sockel mit Inschrift, darüber Basrelief eines Kelches; Kruzifix ohne Schmuckformen, Korpus aus Gusseisen. | 1868                                | 07.08.1986       | 70              |
| Wegekreuz                             | Wegekreuz                             | Boslar Ende der Gereonstraße Karte             | 18. Jahrhundert mit modernen Veränderungen; ca. 3 m hoher Blausteinpfeiler, Konsole und Nische, Kreuz modern. | 18. Jahrhundert                     | 07.08.1986       | 71              |
| Gusseiserne Pumpe                     | Gusseiserne Pumpe                     | Gereonsweiler Töpferstraße 60 Karte            | Gusseiserne Pumpe aus der Mitte des 19. Jahrhunderts in klassizistischen Formen. | Mitte 19. Jahrhundert               | 07.01.1987       | 72              |
| Backstein - Traufhaus                 | Backstein - Traufhaus                 | Hottorf Georgstraße 19 Karte                   | Datierung in Maueranker 1803; Backstein-Traufhaus mit anschließender Tordurchfahrt, zweigeschossiges Wohnhaus zu 3 Achsen, Fenster mit Segmentbogensturz, Ganzglasscheiben; links anschließend korbbogige Durchfahrt; Satteldächer | 1803                                | 07.01.1987       | 73              |
| Kapelle                               | Kapelle                               | Hottorf Dorfstraße Ende Karte                  | Kleine Kapelle in guten romanisierenden Proportionen, Backstein; 3/8-Schluss und Rundbogenöffnungen, schmiedeeiserne Gittertür; innen Rippengewölbe; kleiner Dacherker, Ausstattung neu. | Anfang 20. Jahrhundert              | 07.01.1987       | 74              |
| Kreuzwegestation                      | Kreuzwegestation                      | Kofferen Neusser Straße K 17 Karte             | Sehr schlichter Bau aus Backstein mit Figurennische eine der zwei letzten Stationen, die anlässlich der alljährlichen „Römerfahrt“ (seit mehr als 100 Jahren) angegangen wird. |                                     | 19.11.1991       | 75              |
| Wegekreuz                             | Wegekreuz                             | Hottorf Düsseldorfer Straße / L226 Karte       | Ehemaliges Wegekreuz – Datierung 1867; (Memoirenkreuz); ca. 2 m hoher Sandsteinpfeiler in neugotischen Formen, dachförmiger Abschluss mit Eckblättern, Inschrift, Kreuz abgängig. | 1867                                | 03.03.1987       | 76              |
| Fachwerkhaus                          | Fachwerkhaus                          | Tetz Lambertusstraße 25 Karte                  | Ehemaliges Fachwerkhaus, erbaut zwischen 1670 und 1700 in zweigeschossiger Bauweise als Dreiraumtyp mit Herdraum in der Mitte und straßenseitig gelegener Wohnstube. Aufgrund des untergeschobenen Gewölbekellers ist das Gebäude höher gelegt. | zwischen 1670 und 1700              | 01.12.1992       | 77              |
| Rurdorfer Wehr                        | Rurdorfer Wehr                        | Rurdorf Karte                                  | Nach einem Gutachten des Rheinischen Amtes für Denkmalpflege wurde der Denkmalwert der Mühlenteiche an der Ruhr festgestellt und begründet. Die Teiche (hier der Linnicher Teich) sind erhaltenswert im Verlauf und in der historisch belegbaren Substanz, d. h. der Uferbefestigung aus Flechtwerk und Baumbestand. In der Festlegung des Schutzumfanges werden alle technischen Elemente zur Regulierung des Wasserstroms und auch die Wehre, durch die das Teichwasser aus der Ruhr geleitet wird, als Teile des Denkmals „Mühlenteich“ definiert. Somit ist das Wehr bei Rurdorf, das in seiner Anlage auf eine ältere Konstruktion zurückgeht, aus technischen, funktionsbestimmenden und aus historischen Gründen denkmalwert. Teil des Linnicher Teiches ist auch die Bruchsteinbrücke am Beginn des Teiches. |                                     | 30.01.2001       | 79              |
|                                       | Wegekreuz                             | Gevenich Kreuzstraße / Hochstraße              | |                                     | 09.04.2014       | 80              |
|                                       | Ehemaliges Lehrerseminar              | Linnich Rurdorfer Straße 51                    | |                                     | 23.10.2014       | 81              |
|                                       | Linnicher Mühlenteiche                | Linnich/Rurdorf                                | |                                     | 09.07.2015       | 82              |